# Bałkański szpieg
Bałkański szpieg (tytuł oryginalny Balkanski špijun / Балкански шпијун) – jugosłowiański komediodramat z 1984 roku w reżyserii Dušana Kovačevicia i Božidara Nikolicia. 

## Obsada
- Danilo Bata Stojković jako Ilija Čvorović
- Mira Banjac jako Danica Čvorović
- Bora Todorović jako Petar Jakovljević
- Sonja Savić jako Sonja Čvorović
- Zvonko Lepetić jako Đura Čvorović
- Branka Petrić jako dziennikarka
- Milivoje Tomić jako lekarz
- Predrag Laković jako profesor
- Velimir Bata Živojinović jako piekarz
- Milan Štrljić jako inspektor Dražić
- Milan Mihailović jako malarz
- Ljiljana Jovanović jako sekretarka inspektora
- Vladan Živković jako pracownik za kratą
- Bogdan Diklić jako mężczyzna w teatrze
- Ljubo Škiljević jako portier